# Alconeura torosa
Alconeura torosa är en insektsart som beskrevs av Ruppel och Delong 1952. Alconeura torosa ingår i släktet Alconeura och familjen dvärgstritar. Inga underarter finns listade i Catalogue of Life.